# Bellencombre
Bellencombre település Franciaországban, Seine-Maritime megyében. Lakosainak száma 577 fő (2022. január 1.). Bellencombre Ardouval, La Crique, Les Grandes-Ventes, Rosay, Saint-Hellier és Val-de-Scie községekkel határos.

## Népesség
A település népességének változása:
| Lakosok száma | 687  | 677  | 684  | 680  | 652  | 624  | 596  | 588  | 577  |
|               | 2013 | 2015 | 2016 | 2017 | 2018 | 2019 | 2020 | 2021 | 2022 |